# Považský Inovec (přírodní rezervace)
Přírodní rezervace Považský Inovec je přírodní rezervace v katastrálním území obce Selec v Trenčínském kraji. Území bylo vyhlášeno v roce 1988 a jeho rozloha je 35,42 hektaru. Předmětem ochrany jsou zachovalé přirozené bukové lesní porosty vrcholových částí Považského Inovce. Rezervace se nachází v geomorfologickém podcelku Vysoký Inovec, v jihozápadní části vrchu Inovec (1041,6 m).